# ارا (افسانه)
ارا یکی از خدایان میان رودان است.
در اسطوره‌ها او را خدای طاعون می‌دانند.